# Марнардал
Марнардал (норв. Marnardal) — коммуна в губернии Вест-Агдер в Норвегии. Административный центр коммуны — город Хедделанн. Официальный язык коммуны — нейтральный. Население коммуны на 2007 год составляло 2178 чел. Площадь коммуны Марнардал — 394,82 км², код-идентификатор — 1021.

## История населения коммуны
Население коммуны за последние 60 лет.

Статистика коммуны Марнардал